# Taborites
Les Taborites (en tchèque : Táborský svaz ou Táborité, pluriel de Táborita) forment la secte proto-protestante du hussitisme du XVe siècle.
Ils tirent leur nom du bourg de Tábor en Bohême. Jan Žižka est leur chef militaire jusqu'à sa mort en 1424. Dès la troisième croisade (1425 - 1426), c'est principalement Procope le Chauve (ou Procope le Grand) qui dirige l'armée unifiée des Hussites.
Ce mouvement naît de la prédication de Mikuláš Biskupec de Pelhřimov et de Procope. La communauté dure une trentaine d'années, puis se dissout après la défaite des Taborites à la bataille de Lipany, le 30 mai 1434, quand treize à dix-huit-mille hommes sont tués avec leur chef Procope le Grand. Ils signent un traité avec Sigismond Ier du Saint-Empire, également roi de Bohême.
Les Taborites sont souvent perçus comme l'expression d'une jacquerie et une guerre intestine les oppose aux utraquistes, hussites liés à la noblesse tchèque et aux élites citadines.

## Croyance
Ils rejettent le purgatoire, la confession auriculaire, la confirmation, etc.
Les Taborites se réfèrent aux quatre articles énoncés par Jan Hus :
1. communion sous les deux espèces pour les laïcs (pain et vin) avec présence réelle du Christ,
2. pauvreté obligatoire du clergé et retour de la plus grande partie des terres de l'Église aux propriétaires laïcs,
3. interdiction de la prostitution et châtiment des péchés mortels (ce dernier point s'opposant à la vente des indulgences),
4. prêcher selon la Bible uniquement.

Les Taborites se démarquent radicalement des hussites modérés (les utraquistes) par :
- une nostalgie de la première Église, ils cherchent à vivre selon ce qu'ils imaginent de son fonctionnement communautaire ;
- leur attaque radicale de la monarchie et du système féodal : face à Dieu, seul Roi, tous les hommes sont égaux ;
- leur insistance à propos de l'abolition du port de l'habit ecclésiastique.

Ils s'appellent entre eux « frères » et « sœurs ».
Les plus extrémistes revendiquent la suppression de l'État, l'égalité et la répartition totale des biens et l'appliquent entre eux jusqu'au moindre morceau d'aliment.
Un groupe similaire au Taborites, les Horebites (du nom du mont Horeb cité dans la Bible), partage leur quête. Ces deux mouvements sectaires se pensaient invincibles au combat.